# Molophilus niveicinctus
Molophilus niveicinctus är en tvåvingeart som beskrevs av Alexander 1922. Molophilus niveicinctus ingår i släktet Molophilus och familjen småharkrankar. Inga underarter finns listade i Catalogue of Life.